# 亀川村
亀川村（かめがわむら）は、和歌山県海草郡にあった村。現在の海南市中心部の北東、紀勢本線・黒江駅の東方一帯にあたる。

## 地理
- 山岳：城ヶ峰、高倉山
- 河川：亀ノ川

## 歴史
- 1889年（明治22年）4月1日 - 町村制の施行により、名草郡小野田村・且来村・多田村・岡田村の区域をもって発足。
- 1896年（明治29年）4月1日 - 郡の統合により所属郡が海草郡に変更[1]。
- 1955年（昭和30年）4月10日 - 海南市に編入。同日亀川村廃止。

## 交通

### 鉄道路線
村域を日本国有鉄道の紀勢西線（現・紀勢本線）が通過したが、駅は所在しなかった。現在は旧村域に黒江駅が所在するが、当時は未開業。

### 道路
現在は旧村域を阪和自動車道が通過するが、当時は未開通。